# Memorial Auditorium

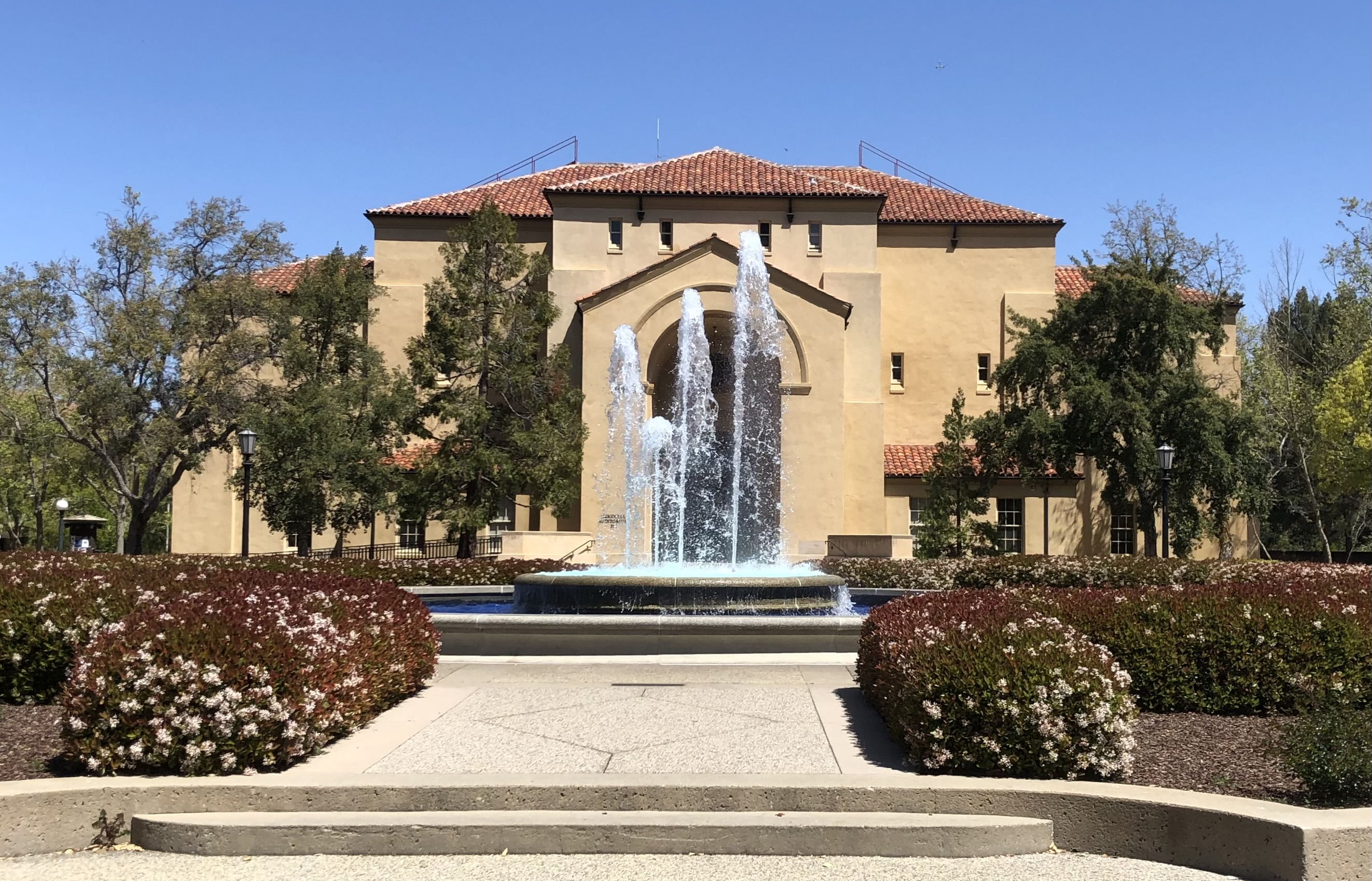
Blick von Süden auf das Memorial Auditorium, 2023

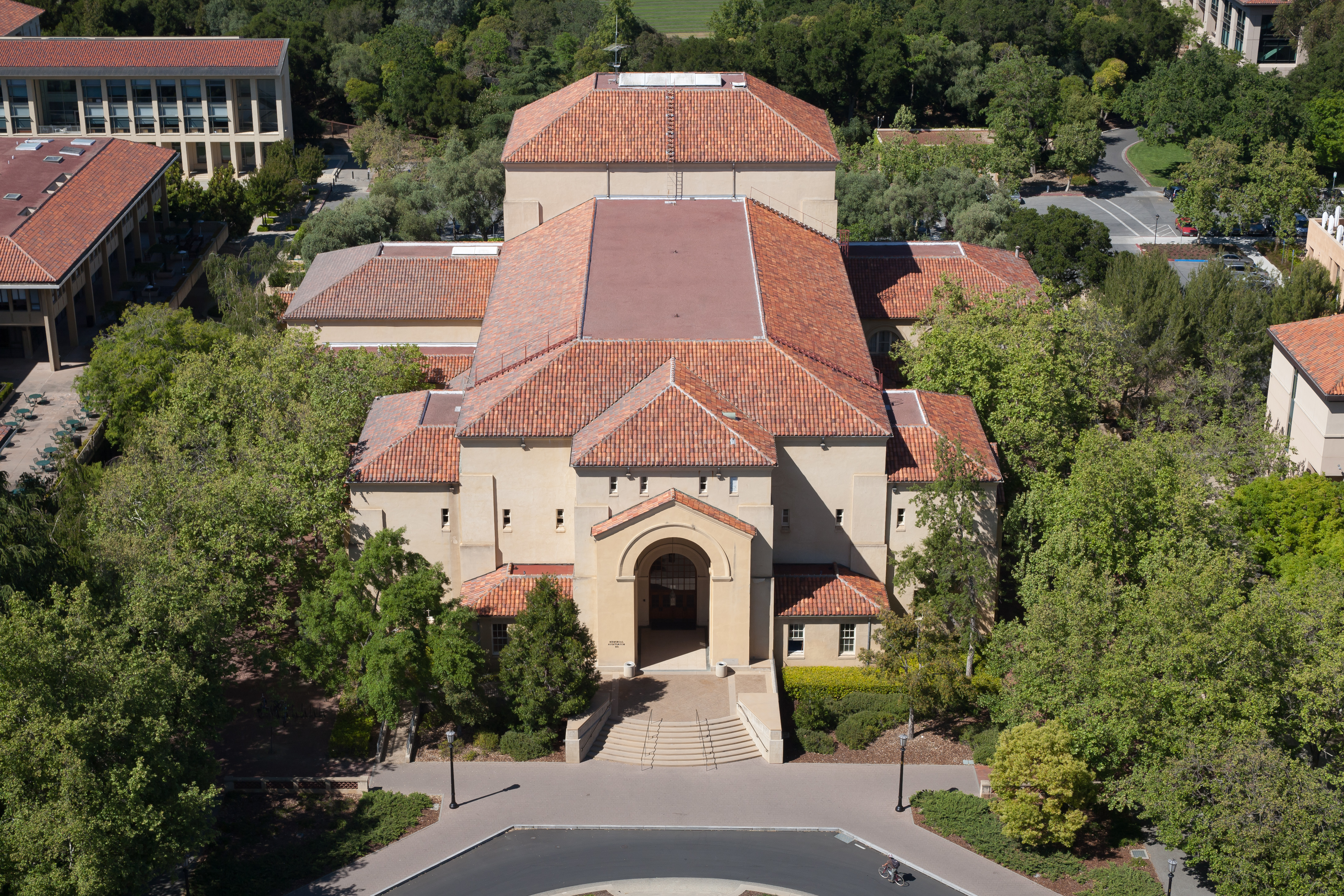
Blick vom Hoover Tower auf das Memorial Auditorium, 2011

Das Memorial Auditorium, häufig MemAud genannt, ist der größte ständig genutzte Veranstaltungsraum auf dem Gelände der Stanford University in Kalifornien.

## Lage
Der Komplex befindet sich im Zentrum auf dem Universitätscampus in Stanford an der Adresse 551 Jane Stanford Way, nördlich des Hoover Towers. Südlich vor dem Haupteingang befindet sich der Brunnen Tanner Fountain.

## Gestaltung und Geschichte
Der Saal bietet Platz für 1705 Besucher, andere Angaben nennen 1714, davon 904 auf der unteren Ebene und ist mit einer großen Hauptbühne samt Orchestergrube, moderner Beleuchtungs- und Tontechnik und Green Room ausgestattet. Im Komplex befindet sich auch das Pigott Theater, das für kleinere Produktionen und Aufführungen genutzt wird. Im Keller befindet sich der Radiosender der Universität.
Errichtet wurde die Halle im Jahr 1937 zum Gedenken an die im Ersten Weltkrieg gestorbenen Studenten und Mitglieder der Universität. Die Finanzierung erfolgte über Beiträge von Studierenden. Als Architekt war Arthur Brown junior in Zusammenarbeit mit Bakewell & Weihe tätig. Architektonisch markant ist der große Rundbogen über dem nach Süden ausgerichteten Haupteingang. Weitere Bögen bestehen an den Seiten. Gestalterisch lehnt sich der Bau an die für die Bauten der Universität typischen Architektur an.
Am 14. April 1967 trat Martin Luther King im Memorial Auditorium auf, im Oktober 2010 der Dalai Lama.